# Closer to You (album de J. J. Cale)
Pour les articles homonymes, voir Closer to You.
Albums de JJ Cale
Number 10
(1992) Guitar Man
(1996)
Closer to You est le onzième album de JJ Cale, paru en 1994.

## Historique
L'album a été publié par le label français indépendant Delabel et distribué par Virgin.
Like You Used, Rose in the garden et Closer to you sont les titres phares de l'album.

## Titres
Paroles et musique de JJ Cale
1. Long Way Home - 2:50
2. Sho-Biz Blues - 3:39
3. Slower Baby - 5:00
4. Devil's Nurse - 3:45
5. Like You Used To - 3:02
6. Borrowed Time - 4:13
7. Rose in the Garden - 3:00
8. Brown Dirt - 3:26
9. Hard Love - 4:18
10. Ain't Love Funny 2:43
11. Closer to You - 2:46
12. Steve's Song - 4:02

## Musiciens
- JJ Cale : guitare, chant, synthétiseur
- James Cruce : batterie; 1-2-5-6-7-12
- Tim Drummond : basse; 1-2-5-6-7-10-12
- Jim Karstein : Batterie et percussions; 1-2-3-5-6-7-12
- Christine Lakeland : Guitar, Chœurs; 1-7-10-12
- Bill Payne : piano, orgue; 1-2-5-6-7-12
- Leslie Taylor : chœurs; 1
- Don Preston : guitare; 2-5-6-7-12
- Spooner Oldham : orgue; 6-12
- Marcy Dicterow-Vaj : viola; 7
- Sid Page : violon; 7
- Nancy Stein : cello; 7
- Garth Hudson : accordéon; 10
- Doug Atwell : violon; 10
- Jim Keltner : batterie; 10-12
- Lee Allen : saxophone; 12
- George Bonanon : trombone; 12
- Steve Madaio : trompette; 12
- Larry Taylor : contrebasse; 12